# Brandenburger Stadtkanal
Der Brandenburger Stadtkanal (BrK) (gelegentlich auch Stadtkanal Brandenburg) ist eine seit frühester Neuzeit durchgehend genutzte Wasserstraße. Der Kanal, der neben vollständig künstlich angelegten Abschnitten auch ursprüngliche Flussarme der Havel, von der er abzweigt und in die er einmündet, einfasst, befindet sich auf seiner gesamten Länge in der Stadt Brandenburg an der Havel im Land Brandenburg.

## Geschichte

Historischer (Schmettausches Kartenwerk zwischen 1767 und 1787) und in blau darübergelegt der heutige Verlauf des Brandenburger Stadtkanals

Im Spätmittelalter, im 13. Jahrhundert, wurden beidseits der Dominsel Brandenburg Dämme in der verzweigten Havel aufgeschüttet und der Fluss so aufgestaut. In die Dämme wurden mehrere Wassermühlen installiert. Die Mühlenstaue stellten für die Flussschifffahrt jedoch, die Havel war schon früh ein wichtiger Verkehrsweg, ein nicht zu überwindendes Hindernis dar, sodass man zur Umschiffung zunächst für über zwei Jahrhunderte eine weit nach Süden greifende, mehrere Kilometer lange Flutrinne, den Jakobsgraben, mit einer hölzernen Stauschleuse als Schifffahrtsweg nutzte.
1548 bis 1550 legte man im damaligen Neustädter Stadtgraben vor der Brandenburger Stadtbefestigung eine Kammerschleuse, es handelte sich um eine Kesselschleuse, an, sodass er als Schifffahrtsweg nutzbar wurde und den Jakobsgraben ablöste. In der Folge wurde der Stadtgraben zum Brandenburger Stadtkanal erweitert und unterhalb der Schleuse durch Sumpfland zur Niederhavel geführt. Der Kanal unterhalb der Schleuse wurde im Jahr 1792 neu angelegt und die Mündung weiter flussabwärts verlegt.
Weiterhin fanden mit wachsender Bedeutung des Gewässers wiederholt, so beispielsweise im 19. Jahrhundert, Begradigungen des Verlaufs statt. Im 19. Jahrhundert entstanden gerade südlich des Stadtkanals mehrere Industriebetriebe, wie die Brennaborwerke.
Mit dem Bau des 1910 eröffneten Silokanals als neuen Wasserweg zur Umfahrung Brandenburgs verlor der Stadtkanal seine Bedeutung für die Berufsschifffahrt. Die hölzerne Kesselschleuse wurde schließlich 1920 außer Betrieb gesetzt. An ihrer Stelle entstand als Neubau die 1926 eröffnete Stadtschleuse Brandenburg, die ihrerseits 1996 nochmals durch einen Neubau ersetzt wurde. Die Stadtschleuse und mit ihr der Brandenburger Stadtkanal werden seit der Inbetriebnahme vor allem von der Sport- und Freizeitschifffahrt genutzt.

## Beschreibung
Der Brandenburger Stadtkanal ist eine Bundeswasserstraße im Verantwortungsbereich des Außenbezirks Brandenburg des Wasserstraßen- und Schifffahrtsamtes Spree-Havel. Offiziell trägt die Wasserstraße das Kürzel BrK. Zur Bundeswasserstraße Brandenburger Stadtkanal gehören die Nebenwasserstraßen ehemaliger Triebwerkskanal Altstädtischer Mühlenarm (ASM), ehemaliger Triebwerkskanal Domstreng (DOS), Altarm Krakauer Havel Ost (KHO), Altarm Krakauer Havel West (KHW), ehemaliger Triebwerkskanal Neustädtischer Streng beziehungsweise Näthewinde (NÄW), Nebenarm Krakauer Havel (NKrHW), Nebenarm bei BrK-Kilometer 56,06 (NUHW2) und Wehrarm Stimmingsarche (WSta).
Der Stadtkanal, im oberen Teilverlauf ein natürlicher Seitenarm der Havel, zweigt östlich der Stadt links vom Hauptarm ab, fließt am Mittelbruch, der Dominsel Brandenburg und der Neustadt vorbei und mündet wieder in die Havel ein. Im unteren Streckenabschnitt ab der Neustadt ist das Kanalbett künstlich angelegt. Der Stadtkanal hat eine Länge von 4,1 Kilometer. Neben den Nebenwasserstraßen auf der rechten Kanalseite im Bereich der Dominsel zweigt östlich der Neustadt der Jakobsgraben und oberhalb der Stadtschleuse der Mühlgraben links ab. Letzterer mündet unterhalb der Schleuse wieder ein. Nach rechts zweigt westlich der Neustadt ein Graben in den Brandenburger Theaterpark ab. An Brückenbauwerken führen drei Straßenbrücken, die St.-Annen-Brücke, die Steintorbrücke und die Kanalbrücke, und zwei Fußgänger- beziehungsweise Radfahrbrücken über den Stadtkanal.